# Nomindra
Nomindra es un género de arañas de tierra del orden Araneae. Fue descrito por Norman I. Platnick y Barbara Baehr en 2006.

## Especies
- Nomindra arenaria Platnick y Baehr, 2006
- Nomindra barlee Platnick y Baehr, 2006
- Nomindra berrimah Platnick y Baehr, 2006
- Nomindra cocklebiddy Platnick y Baehr, 2006
- Nomindra cooma Platnick y Baehr, 2006
- Nomindra fisheri Platnick y Baehr, 2006
- Nomindra flavipes (Simon, 1908)
- Nomindra gregory Platnick y Baehr, 2006
- Nomindra indulkana Platnick y Baehr, 2006
- Nomindra jarrnarm Platnick y Baehr, 2006
- Nomindra kinchega Platnick y Baehr, 2006
- Nomindra leeuweni Platnick y Baehr, 2006
- Nomindra ormiston Platnick y Baehr, 2006
- Nomindra thatch Platnick y Baehr, 2006
- Nomindra woodstock Platnick y Baehr, 2006
- Nomindra yeni Platnick y Baehr, 2006